# Meopotočje
Meopotočje je naseljeno mjesto u općini Prozor-Rama, Federacija Bosne i Hercegovine, BiH.
Selo je smješteno u donjem toku rijeke Rame (Donja Rama) na padinama brda Jelovac između potoka Lovnice i Male Lovnice.

## Stanovništvo

### 1991.
Nacionalni sastav stanovništva 1991. godine, bio je sljedeći:
ukupno: 85
- Hrvati - 85

### 2013.
Nacionalni sastav stanovništva 2013. godine, bio je sljedeći:
ukupno: 31
- Hrvati - 31